# Malcolm Moffat
Malcolm Moffatt (født 1. januar 1937) er en tidligere nordirsk fodbolddommer. Han har dømt en gang i VM; i 1982 i Spanien.

## Karriere

### VM 1987
- Belgien –  El Salvador

| Biografi | Spire Denne biografi om en fodbolddommer er en spire som bør udbygges. Du er velkommen til at hjælpe Wikipedia ved at udvide den. |